# فريدريك لايتون
فريدريك لايتون (بالإنجليزية: Frederick Layton)‏ هو شخصية أعمال أمريكي، ولد في 18 مايو 1827 في المملكة المتحدة، وتوفي في 16 أغسطس 1919 في الولايات المتحدة.